# Tricentrus nigris
Tricentrus nigris är en insektsart som beskrevs av William D. Funkhouser. Tricentrus nigris ingår i släktet Tricentrus och familjen hornstritar. Inga underarter finns listade i Catalogue of Life.